# Lecidella subcongrua
Lecidella subcongrua är en lavart som först beskrevs av Edvard(Edward) August Vainio, och fick sitt nu gällande namn av Rolf Santesson. Lecidella subcongrua ingår i släktet Lecidella, och familjen Lecanoraceae. Arten är reproducerande i Sverige.